# Thanatofagie

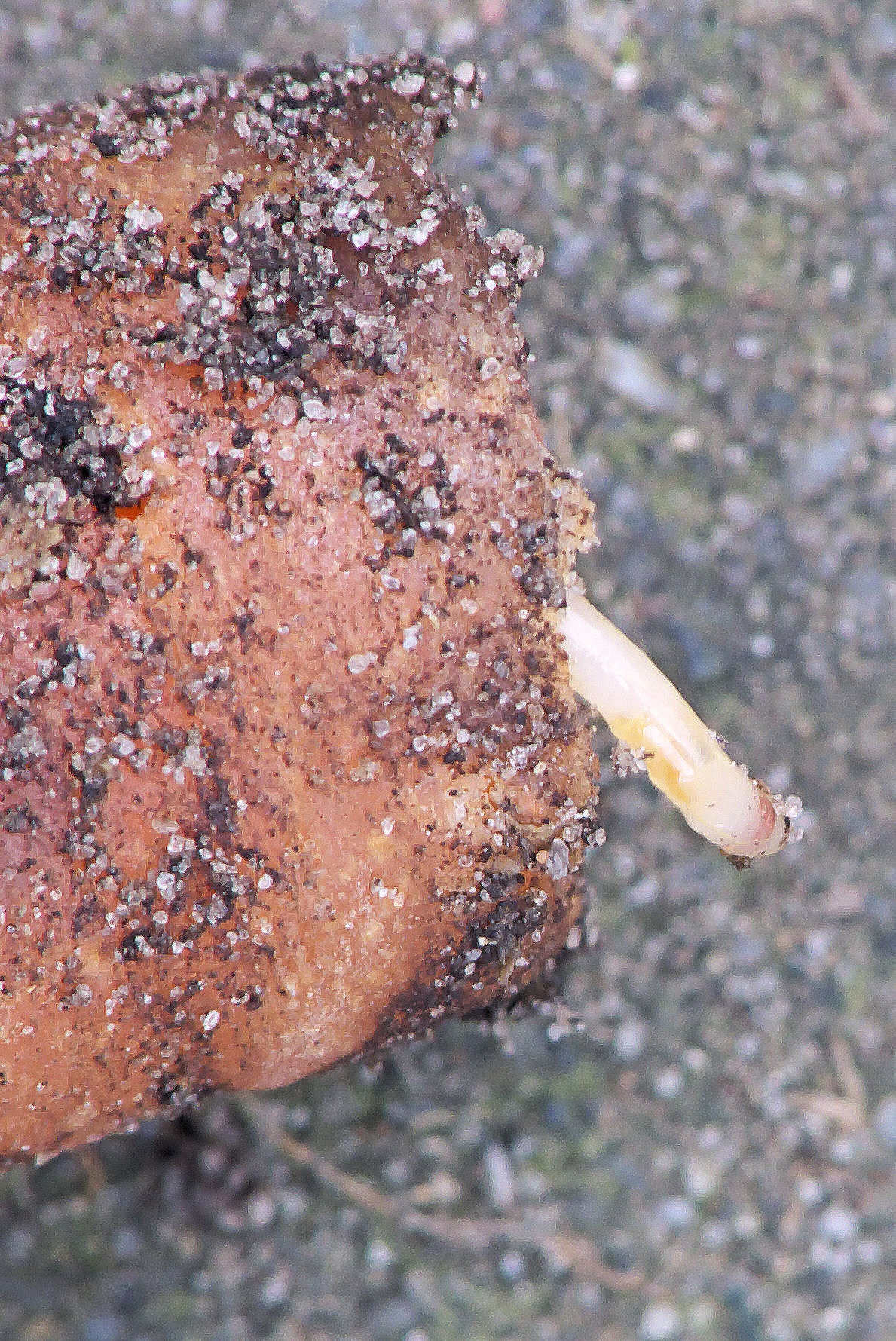
Larven van de wortelvlieg die een dode wortel eten

Thanatofagen zijn organismen die voedingsstoffen verkrijgen door het ontbinden van dode plantaardige biomassa.

## Ecologie
In voedselwebben spelen thanatofagen over het algemeen de rol van ontbinders. 
Het eten van hout, levend of dood, staat bekend als xylofagie. De activiteit van dieren die zich alleen voeden met dood hout wordt sapro-xylofagie genoemd en die dieren sapro-xylofaag.   